# Piz Albana
Piz Albana är en bergstopp i Schweiz.   Den ligger i regionen Maloja och kantonen Graubünden, i den östra delen av landet, 190 km öster om huvudstaden Bern. Toppen på Piz Albana är 3 100 meter över havet, eller 231 meter över den omgivande terrängen. Bredden vid basen är 0,91 km.
Terrängen runt Piz Albana är bergig åt sydost, men åt nordväst är den kuperad. Närmaste större samhälle är St. Moritz, 5,4 km öster om Piz Albana. 
Trakten runt Piz Albana består i huvudsak av gräsmarker. Runt Piz Albana är det ganska glesbefolkat, med 31 invånare per kvadratkilometer.